# S/S Strengnäs
S/S Strengnäs byggdes av Oskarshamns Mekaniska Verkstad och levererades till det nybildade Strengnes Ångfartygsbolag i Strängnäs för att trafikera traden Stockholm - Strängnäs - Björsund. Det fick en mindre överbyggnad med styrhytt och salong 1871. År 1895 byggdes hon om och moderniserades med ny ångmaskin och ångpanna på Mälarvarvet i Stockholm. Då tillkom en större överbyggnad med salonger på fartyget. Hon såldes 1918 till stockholmsrederiet Ångfartygs AB Drottningholm-Fittja, senare namnändrat till Trafik AB Mälaren-Hjälmaren, och trafikerade Stockholm - Hjulsta/Brunnsholmen.	
År 1929 döptes hon till S/S Sigrid och flyttades till traden Stockholm - Ekolsund. Hon såldes vidare 1935 och skrotades 1936/1937.
Under åren 1877-1892 var Carl Erik Carlsson (1832-1892) befälhavare och efter honom sonen Arvid Carlsson 1892-1908.